# 독짓는 늙은이 (영화)
"독짓는 늙은이"는 최하원 감독, 신봉승 각색 및 각본의 1969년 한국 영화이다. 황순원의 소설 독짓는 늙은이를 원작으로 한다.

## 줄거리
움막 속에 살면서 독을 구우며 고독하게 살아가는 송영감(황해)이, 하루는 눈 속에 쓰러져 신음하는 젊은 여인 옥수(윤정희)를 살려낸다. 50대 노총각인 송 영감은 황혼의 고독을 젊은 부인 옥수로 달래다가 당손(김정훈)이라는 아들까지 얻는다. 그 무렵 옥수를 찾아 헤매던 석현(남궁원)이 나타나서 송영감집에 머물러 독짓는 일을 거든다. 그러나 속셈은 자기의 옛 애인인 옥수에게 있고, 옥수도 욕정을 이기지 못하여 이따금 물방앗간에서 밀회(密會)를 한다. 드디어 옥수는 남편과 자식을 버리고 애인과 멀리 달아난다. 송영감은 독을 짓는데 몰두했지만 가마가 모두 터지고 송영감은 아들 당손(김정훈)을 부잣집에 양자로 보낸다. 송영감은 독짓는 일마저 실패하자, 비탄 속에 자살해 버린다.

## 개요
한국적 전통미를 추구한 작품으로, 최하원은 새로운 영상미를 창조했다. 제6회 한국연극영화예술상에서 연기상(윤정희·황해), 제7회 청룡상에서 작품·감독·미술상, 제4회 인도영화제에서 인기상(윤정희) 등을 수상했다.

## 출연
- 황해
- 윤정희